# Voxelotor
Le voxelotor est un médicament vendu sous le nom de marque Oxbryta, initialement conçu pour traiter la drépanocytose, puis retiré de la commercialisation aux États-Unis en raison de ses dangers. En France, il ne bénéficie d'une AMM que pour le traitement de l'anémie hémolytique sévère, en l'absence d'amélioration des services rendus.

## Usage médical
Le voxelotor est présenté comme un médicament utilisé pour traiter la drépanocytose. Des éléments  montrent qu’il améliore les niveaux d’hémoglobine ; cependant, les avantages globaux ne sont pas clairs en 2021. Le médicament est pris par voie orale.

## Effets secondaires
Les effets secondaires du voxelotor comprennent des maux de tête, des douleurs abdominales, des éruptions cutanées, de la fièvre et de la fatigue. Les effets secondaires graves peuvent inclure des réactions allergiques. Les risques chez la femme enceinte n'ont pas été étudiés. On pense qu'il agit en améliorant la capacité de l'hémoglobine anormale à transporter l'oxygène.

## Risques
- Augmentation trop importante du taux d’hémoglobine chez certains patients, avec un risque d’hyperviscosité sanguine et de complications associées ;
- crise vasoocclusive (CVO) en cas d’interruption temporaire du traitement[4].

## Efficacité
Supposée mais non démontrée.

## Histoire
Le voxelotor a été approuvé pour un usage médical aux États-Unis en 2019, mais il a retiré par le fabricant eu égard aux risques, et il a été recommandé d'arrêter les traitements. En Europe, le statut de médicament orphelin lui a été accordé en 2016, et sa commercialisation a été autorisée le 14 février 2022 sous la marque Oxbryta. En France la HAS ne l'a autorisé que pour le traitement de l’anémie hémolytique sévère causée par la drépanocytose, chez les adultes et les adolescents âgés de 12 ans et plus, en soulignant le faible niveau de preuve des études réalisées et l'absence d'amélioration des services rendus. Toutefois, la HAS précise que « La définition de l’anémie hémolytique sévère n’étant actuellement pas consensuelle, la prescription se fera donc au jugement et à l’expérience du prescripteur spécialiste dans la prise en charge de la drépanocytose, reposant à la fois sur des critères cliniques et biologiques. ». 
Aux États-Unis, le traitement coûtait environ 10 100 dollars américains par mois en 2021.